# Zenkerophytum cordifolium
Zenkerophytum cordifolium är en tvåhjärtbladig växtart som beskrevs av Adolf Engler och Friedrich Ludwig Diels. Zenkerophytum cordifolium ingår i släktet Zenkerophytum och familjen Menispermaceae. Inga underarter finns listade i Catalogue of Life.